# Star Trek (sèrie animada)
Star Trek: La sèrie animada (en anglès Star Trek: The Animated Series, TAS) és una sèrie de televisió de ciència-ficció d’animació creada per Gene Roddenberry. Es va emetre simplement sota el títol Star Trek, subtitulada Created by Gene Roddenberry, els dissabtes al matí del 8 de setembre de 1973 al 12 d'octubre de 1974 a NBC, abastant 22 episodis en dues temporades. La segona sèrie de la franquícia Star Trek, inclou majoritàriament els mateixos personatges que Star Trek (sèrie original). Ambientada al segle XXIII, la sèrie segueix les aventures posteriors del La nau espacial USS Enterprise mentre explora la galàxia.
Després de la cancel·lació de la sèrie original (TOS) l'any 1969, l'espectacle d'imatge real es va mostrar popular en la sindicació i va generar un gran entusiasme dels fans. Això va donar lloc a la decisió de Roddenberry de continuar la sèrie en forma animada. Gran part del repartiment original va tornar per donar veu als seus personatges. Els guionistes de la sèrie David Gerrold i D. C. Fontana va caracteritzar La sèrie animada com una quarta temporada de La sèrie original. Després de la conclusió de La sèrie animada, les aventures dels personatges van continuar en pel·lícules de cinema d'imatge real, començant amb la pel·lícula de 1979 Star Trek: La pel·lícula.
La sèrie animada va ser aclamada per la crítica i va ser la primera sèrie Star Trek a guanyar un Premi Emmy quan la seva segona temporada va rebre l'Emmy de 1975 al millor sèrie infantil d’entreteniment.

## Argument
Star Trek: La sèrie animada està ambientada al segle XXIII a l'univers Star Trek, en el qual la Terra forma part de la multiespècia Federació Unida de Planetes. La divisió militar i d'exploració de la Federació, Flota Estel·lar, opera una flota de naus estel·lars que recorren la galàxia establint contacte amb races alienígenes. Segueix les aventures del vaixell de la  USS Enterprise sota el comandament del capità James T. Kirk mentre explora la Via Làctia.

## Repartiment de veu i personatges
- William Shatner com a James T. Kirk, oficial comandant de l'USS Enterprise.
- Leonard Nimoy com a Spock, primer oficial i oficial científic.
- DeForest Kelley com a doctor Leonard McCoy, metge en cap.
- James Doohan com a Montgomery "Scotty" Scott, enginyer en cap.
  - Doohan també va fer la veu d'Arex, un navegador
- Nichelle Nichols com a Nyota Uhura, oficial de comunicacions.
- George Takei com a Hikaru Sulu, timoner.
- Majel Barrett com a Christine Chapel, oficial mèdic.
  - Barrett també va posar veu a M'Ress, un oficial de comunicacions, així com l'ordinador del vaixell.

## Capítols
| Temporada | Temporada | Episodis | Episodis | Dates d’emissió       | Dates d’emissió      |
| Temporada | Temporada | Episodis | Episodis | Primera emissió       | Última emissió       |
| --------- | --------- | -------- | -------- | --------------------- | -------------------- |
|           | 1         | 16       | 16       | 8 de setembre de 1973 | 12 de gener de 1974  |
|           | 2         | 6        | 6        | 7 de setembre de 1974 | 12 d'octubre de 1974 |

### Temporada 1
| Núm. total | Núm. de la temporada | Títol                           | Direcció       | Guió                                                                                     | Data d'emissió original |
| --- | -------------------- | ------------------------------- | -------------- | ---------------------------------------------------------------------------------------- | ----------------------- |
| 1 | 1                    | «Beyond the Farthest Star»      | Hal Sutherland | Samuel A. Peeples                                                                        | 8 de setembre de 1973   |
| Mentre s'explora a la vora més externa de la galàxia, l'USS Enterprise és arrossegat a l'òrbita d'una estrella morta. Atrapats allà, la tripulació descobreix que també hi ha una antiga nau abandonada atrapada amb ells. |                      |                                 |                |                                                                                          |                         |
| 2 | 2                    | «Yesteryear»                    | Hal Sutherland | D. C. Fontana                                                                            | 15 de setembre de 1973  |
| Spock ha de viatjar al passat per rescatar el seu jo més jove del perill. |                      |                                 |                |                                                                                          |                         |
| 3 | 3                    | «One of Our Planets Is Missing» | Hal Sutherland | Marc Daniels                                                                             | 22 de setembre de 1973  |
| L' Enterprise es troba amb una criatura núvol gegant que s'alimenta de l'energia dels planetes que es troba al seu pas. Determinen que es dirigeix cap a Mantilles, llar d'una colònia de la Federació governada per l'antic oficial de la Flota Estelar Bob Wesley (apareix a l'episodi de TOS "L'ordinador ultramodern)" .                                                         |                      |                                 |                |                                                                                          |                         |
| 4 | 4                    | «The Lorelei Signal»            | Hal Sutherland | Margaret Armen                                                                           | 29 de setembre de 1973  |
| Investigant un sector de l'espai on les naus estel·lars han desaparegut cada 27 anys, l' Enterprise troba una raça de dones boniques que viuen al planeta Taurus II. |                      |                                 |                |                                                                                          |                         |
| 5 | 5                    | «More Tribbles, More Troubles»  | Hal Sutherland | David Gerrold                                                                            | 6 d'octubre de 1973     |
| Mentre l'USS Enterprise escorta dos vaixells de càrrega robot que porten quintotriticale, una nova llavor de gra, al Planeta Sherman afectat per la fam, es troba amb un creuer de batalla klíngon que persegueix un vaixell d'exploració de la Federació. Quan l'Enterprise rescata el pilot, els klíngons ataquen amb una nova arma d'energia i demanen que se'ls lliuri el pilot. |                      |                                 |                |                                                                                          |                         |
| 6 | 6                    | «The Survivor»                  | Hal Sutherland | James Schmerer                                                                           | 13 d'octubre de 1973    |
| Patrullant a prop de la Zona Neutral Romulana, l'USS Enterprise troba una nau que transportava Carter Winston, un ciutadà i filantrop de la Federació que fa cinc anys que està desaparegut. |                      |                                 |                |                                                                                          |                         |
| 7 | 7                    | «The Infinite Vulcan»           | Hal Sutherland | Walter Koenig                                                                            | 20 d'octubre de 1973    |
| Mentre visita el recentment descobert planeta Phylos, el tinent Sulu agafa una planta que camina, anomenada Retlaw, i és enverinat. Les espècies alienígenes que habiten el planeta, que són éssers vegetals, s'acosten i salven la vida de Sulu, però segresten el Sr. Spock. |                      |                                 |                |                                                                                          |                         |
| 8 | 8                    | «The Magicks of Megas-tu»       | Hal Sutherland | Larry Brody                                                                              | 27 d'octubre de 1973    |
| Mentre explora prop del centre de la galàxia, l'USS Enterprise queda atrapat dins d'un vòrtex d'energia/matèria i tots els seus sistemes informàtics fallen. Un ésser anomenat Lucien apareix al pont, repara els sistemes de la nau i porta la tripulació a explorar el seu planeta, Megas-Tu.                                                                                      |                      |                                 |                |                                                                                          |                         |
| 9 | 9                    | «Once Upon a Planet»            | Hal Sutherland | Chuck Menville i Len Janson                                                              | 3 de novembre de 1973   |
| La tripulació d' Enterprise torna a visitar el planeta "parc d'atraccions" vist per primera vegada a l'episodi clàssic de Trek "Permís a terra" amb l'esperança d'algun descans i relaxació. |                      |                                 |                |                                                                                          |                         |
| 10 | 10                   | «Mudd's Passion»                | Hal Sutherland | Stephen Kandel                                                                           | 10 de novembre de 1973  |
| L'USS Enterprise rep ordres d'arrestar el proscrit de la Federació Harry Mudd, acusat de vendre falsos cristalls d'amor. Intercepten Harry a la colònia minera de Motherlode i el porten a bord de l' Enterprise. |                      |                                 |                |                                                                                          |                         |
| 11 | 11                   | «The Terratin Incident»         | Hal Sutherland | Paul Schneider                                                                           | 17 de novembre de 1973  |
| Mentre observa una supernova cremada, l'USS Enterprise recull un missatge estrany transmès en un codi de fados-cents anys. |                      |                                 |                |                                                                                          |                         |
| 12 | 12                   | «The Time Trap»                 | Hal Sutherland | Joyce Perry                                                                              | 24 de novembre de 1973  |
| Mentre explora el Triangle Delta, on moltes naus estel·lars han desaparegut, l'USS Enterprise és atacat per diversos vaixells klíngons. Durant la batalla, queden atrapats en una tempesta d'ions. L' Enterprise i un creuer de batalla klingon són arrossegats en un vòrtex espai-temps i acaben en una dimensió atemporal.                                                         |                      |                                 |                |                                                                                          |                         |
| 13 | 13                   | «The Ambergris Element»         | Hal Sutherland | Margaret Armen                                                                           | 1 de desembre de 1973   |
| Mentre exploren el planeta acuàtic Argo, el capità Kirk i el Sr. Spock són transformats en respiradors d'aigua pels habitants submarins del planeta, els Aquans. Per tornar a la seva normalitat, han de demanar l'ajuda dels Aquans per capturar una serp gegant, el verí de la qual conté l'antídot.                                                                               |                      |                                 |                |                                                                                          |                         |
| 14 | 14                   | «The Slaver Weapon»             | Hal Sutherland | Adapted from the short story "The Soft Weapon" by : Larry Niven Written by : Larry Niven | 8 de desembre de 1973   |
| A la llançadora Copernicus, el Sr. Spock, Uhura i Sulu es dirigeixen cap a la Base Estel·lar 25 per lliurar una caixa d'estasi, un rar artefacte de la cultura Slaver quan intervé el Kzinti. |                      |                                 |                |                                                                                          |                         |
| 15 | 15                   | «The Eye of the Beholder»       | Hal Sutherland | David P. Harmon                                                                          | 5 de gener de 1974      |
| La desaparició d'un equip científic atrau l'USS Enterprise a investigar prop de Lactra VII. La nau Ariel es troba allà, abandonada, amb el seu capità transportat a la superfície del planeta. |                      |                                 |                |                                                                                          |                         |
| 16 | 16                   | «The Jihad»                     | Hal Sutherland | Stephen Kandel                                                                           | 12 de gener de 1974     |
| L'USS Enterprise arriba a l'asteroide Vedala, on el capità Kirk i el Sr. Spock han estat convocats per conèixer un artefacte religiós robat, l'"ànima dels Skorr", el robatori del qual podria encendre una guerra santa galàctica. |                      |                                 |                |                                                                                          |                         |

### Temporada 2
| Núm. total | Núm. de la temporada | Títol                                | Direcció  | Guió                        | Data d'emissió original |
| --- | -------------------- | ------------------------------------ | --------- | --------------------------- | ----------------------- |
| 17 | 1                    | «The Pirates of Orion»               | Bill Reed | Howard Weinstein            | 7 de setembre de 1974   |
| Spock contreu una malaltia mortal, i la cura només es pot trobar amb els perillosos pirates d'Orió.                                      |                      |                                      |           |                             |                         |
| 18 | 2                    | «Bem»                                | Bill Reed | David Gerrold               | 14 de setembre de 1974  |
| La tripulació de l' Enterprise és presa captiva per una raça de primitius en un planeta recentment descobert.                            |                      |                                      |           |                             |                         |
| 19 | 3                    | «The Practical Joker»                | Bill Reed | Chuck Menville i Len Janson | 21 de setembre de 1974  |
| Un estrany camp d'energia fa que l'ordinador de l' Enterprise jugui acudits a la tripulació, però l'humor aviat es converteix en perill. |                      |                                      |           |                             |                         |
| 20 | 4                    | «Albatross»                          | Bill Reed | Dario Finelli               | 28 de setembre de 1974  |
| El doctor McCoy és arrestat per presumptament causar una pesta mortal que una vegada va devastar el planeta Dramia.                      |                      |                                      |           |                             |                         |
| 21 | 5                    | «How Sharper Than a Serpent's Tooth» | Bill Reed | Russell Bates i David Wise  | 5 d'octubre de 1974     |
| Un ésser misteriós amenaça de destruir l' Enterprise si la tripulació no és capaç de resoldre un trencaclosques antic.                   |                      |                                      |           |                             |                         |
| 22 | 6                    | «The Counter-Clock Incident»         | Bill Reed | John Culver                 | 12 d'octubre de 1974    |
| Una nau espacial inusual atrau l' Enterprise cap a un "univers negatiu" on el temps sembla fluir cap enrere.                             |                      |                                      |           |                             |                         |

## Producció

### Desenvolupament
Lou Scheimer de Filmation estava en converses amb el productor de Star Trek Paramount Television, la cadena de televisió NBC i el creador Gene Roddenberry per crear una sèrie d'animació derivada mentre  La sèrie original encara estava a l'aire, durant la seva tercera temporada (1968–69).
El director de programació especial de Paramount, Philip Mayer, i l'escriptor i animador de Filmation Don R. Christensen van treballar junts per crear una proposta per a una sèrie que s'adreçaria a un públic jove i tingués un gir educatiu. El repartiment principal de Star Trek: La Sèrie Original formaria la tripulació adolescent d'una nau anomenada Excalibur sobre l'exploració espacial; la nova tripulació adolescent incloïa un vulcanià anomenat Steve, un nen afroamericà anomenat Bob i un nen xinès anomenat Stick. A causa de l'amarga relació entre Roddenberry i Paramount en aquell moment, Scheimer no era capaç d'aconseguir que les dues parts parlessin entre elles per arribar a un acord durant alguns anys. Durant aquest temps, el projecte en la seva forma original es va eliminar gradualment.
Finalment es va arribar a un acord a principis de 1973, i es va anunciar públicament a principis de març de 1973. A causa del gran interès de la NBC per la sèrie, Roddenberry i Filmation van rebre condicions molt generoses: un mínim garantit de dues temporades amb un total de 22 episodis; un pressupost de 75.000 dòlars EUA (equivalensts a 514,768 dòlars el 2023) per episodi; i control creatiu total a mans de Gene Roddenberry.
Roddenberry i Filmation van acordar que la sèrie hauria de ser per a totes les edats, en lloc de l'enfocament infantil de la proposta original, i per suggeriment de Roddenberry l'editor de guió de La sèrie original D. C. Fontana va ser contractada com a editor de la història de la sèrie i productor associat. Malgrat l'escàs pagament per als guionistes (1.300 dòlars (8,923 dòlars el 2023) per guió, sense residus), l'oportunitat d'escriure un episodi de Star Trek sense les limitacions d'efectes especials d'imatge real va resultar atractiva, i molts dels guionistes de La sèrie original es van unir a la plantilla. Fontana va allunyar la sèrie dels elements romàntics i sexuals de La sèrie original, ja que pensava que els nens no estarien interessats en elles, i volia que La sèrie animada pogués atreure tant als nens com als adults.

### Guió
L'escriptura de la sèrie es va beneficiar d'una vaga del Sindicat de Guionistes dels Estats Units, Est el 1973, que no es va aplicar a l'animació.  Alguns episodis van ser escrits per autors de ciència-ficció coneguts:
- "More Tribbles, More Troubles" va ser escrit per David Gerrold com a seqüela del seu episodi "El problema dels tribbles" de la sèrie original. Aquí Cyrano Jones és rescatat dels klíngons, portant amb ell una raça de tribbles alterada genèticament que no es reprodueixen però creixen extremadament grans. (Més tard es descobreix que aquests són realment agrupaments de tribbles que funcionen com un sol tribble, i es decideix que el gran nombre de tribbles més petits són preferibles als més grans.) Els klíngons, a causa del seu odi als tribbles, estan ansiosos de recuperar Jones perquè va robar una criatura que van crear: un depredador anomenat "glommer" que s'alimenta de tribbles.
- "Yesteryear" és un episodi de viatges en el temps en què Spock utilitza "El guardià del futur", una passarel·la temporal de l'episodi de la sèrie original "La ciutat a la frontera del futur", per tornar a la seva pròpia infància. Aquest és l'únic episodi animat de Trek escrit per la sèrie original i posterior escriptor de Noves Generacions D. C. Fontana. Aquesta va ser la primera aparició real del sehlat de la mascota de Spock, esmentat per primera vegada a "Viatge a Babel" i finalment anomenat I-Chaya en aquest episodi. Un element de "Yesteryear" que s'ha convertit en canònica per representació a "Star Trek: La sèrie original" és la ciutat vulcaniana de ShiKahr, representada en una escena de fons en la qual Kirk, Spock i McCoy creuen un pont de pedra natural (primer representat a Star Trek 3: A la recerca de Spock) al remasteritzat "L'època de l'Amok". Elements de la infància de Spock de "Yesteryear" també es fa referència a l'episodi de Star Trek: La nova generació "Unificació", així com a la pel·lícula Star Trek del 2009.
- "The Slaver Weapon de Larry Niven", adaptat del seu propi conte "The Soft Weapon". Inclou alguns elements dels seus mites de l’Espai Conegut com ara els Kzinti i els Esclavistes. Aquesta és l'única història de televisió o pel·lícula de l'era Kirk en la qual Kirk no va aparèixer. Aquest episodi també és l'únic d'animació en què es mostren personatges morint o matant.

### Càsting i gravació de veu

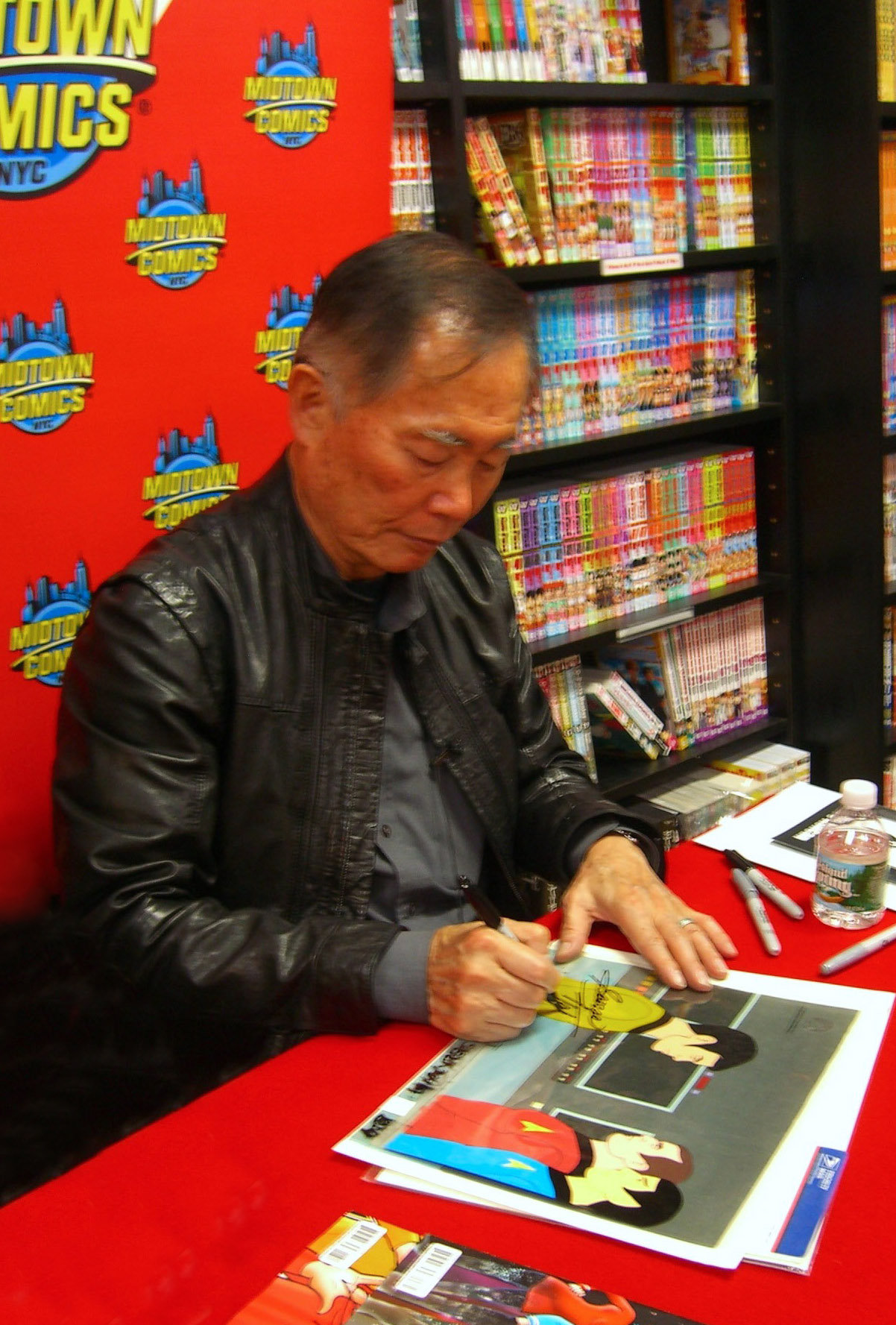
L'actor George Takei autografiant un cel d'animació original de la sèrie a Midtown Comics a Manhattan.

La sèrie animada va comptar amb la majoria del repartiment original donant veu als seus personatges. La principal excepció va ser el personatge de Pavel Chekov (Walter Koenig), que no va aparèixer a la sèrie perquè el pressupost de la sèrie no es podia permetre el repartiment complet. Era substituït pel tinent Arex, l'espècie Edosiana del qual tenia tres braços i tres cames; la tinent M'Ress, una dona caitiana, de vegades substituïa a Uhura com a oficial de comunicacions. A més d'interpretar els seus personatges Montgomery Scott i Christine Chapel, James Doohan i Majel Barrett també van interpretar les veus d'Arex i M'Ress, respectivament. Barrett també va donar veu a altres personatges i l'ordinador principal.
Inicialment, Filmation només anava a utilitzar les veus de William Shatner, Leonard Nimoy, DeForest Kelley, Doohan i Barrett. Doohan i Barrett també interpretarien les veus de Sulu i Uhura. Segons s'informa, quan Nimoy va arribar a la sessió d'enregistrament inicial dels primers episodis, immediatament va notar l'absència de George Takei i Nichelle Nichols; quan se'ls va informar que no havien estat contractats per a la sèrie per motius pressupostaris, Nimoy es va negar a donar veu a Spock tret que Takei i Nichols s'afegeixessin al repartiment, afirmant que Sulu i Uhura eren una prova de la diversitat ètnica del segle XXIII i que no s'havien de refondre. Nimoy també va prendre aquesta posició com a qüestió de principis, ja que sabia dels problemes financers que havien patit molts dels seus companys de Star Trek després de la cancel·lació de la sèrie. Segons Scheimer, quan Nimoy va assenyalar que el càsting eliminaria els dos únics actors minoritaris de la sèrie, "Estàvem horroritzats amb la nostra lleugeresa no desitjada, va empitjorar perquè érem l'únic estudi que havíem defensat la diversitat en la seva producció". Takei i Nichols van ser contractats ràpidament i la sessió de gravació es va reprogramar. Koenig no va ser oblidat, ja que Filmation va poder calmar les queixes de Nimoy pel seu compte comprant un guió a Koenig per a un episodi ("The Infinite Vulcan").
La gravació de veu va començar el juny de 1973, amb els tres primers episodis gravats com a conjunt, és a dir tots els actors de veu de l'episodi a la sala al mateix temps. Els episodis posteriors van utilitzar el model ara més típic d'enregistrar els actors de veu per separat per solucionar els seus altres compromisos. William Shatner i Leonard Nimoy, que estaven de gira en aquell moment, van gravar les seves línies a qualsevol ciutat on estiguessin i van fer enviar les cintes a l'estudi. Doohan i Barrett, a més de proporcionar les veus dels seus personatges de la Sèrie original i els nouvinguts Arex i M'Ress, van interpretar pràcticament tots els personatges "estrella convidada" de la sèrie, amb excepcions com Sarek, Cyrano Jones i Harry Mudd, que van ser interpretats per Mark Lenard, Stanley Adams i Roger C. Carmel respectivament, els actors originals a La sèrie original. Altres actors de veu convidats forenEd Bishop, que va donar la veu a Megan Prosecutor a "The Magicks of Megas-tu", i Ted Knight, que va donar la veu a Carter Winston a "The Survivor". Nichelle Nichols va interpretar veus de personatges a més d'Uhura en diversos episodis, inclosos "The Time Trap" i "The Lorelei Signal".
A causa d'una interpretació inusual de la doctrina d'equitat de la FCC, l'episodi d'estrena no es va emetre a Los Angeles. Takei era candidat polític a un escó a l'ajuntament, i KNBC temia que permetre que s'escoltés el seu treball de veu en off obligués l'emissora a oferir el mateix temps als opositors de Takei.

### Animació i disseny
De manera semblant a la majoria de sèries d'animació de l'època, els 22 episodis de TAS es van repartir en dues temporades breus, amb abundants repeticions de cada episodi. El director de la primera temporada (16 episodis) va ser Hal Sutherland i Bill Reed va dirigir els sis episodis de la segona temporada, encara que els quatre primers episodis de la segona temporada s’atribueixen erròniament a Sutherland.
Don Christensen, creador de la proposta original, va continuar implicat com a director d'art. Altres membres del personal d'animació foren Reuben Timmins (que va supervisar totes les gravacions relacionades amb l' Enterprise) i un jove Bob Kline. Els animadors van fer un rotoscopi de les animacions de l' Enterprise i del repartiment original de la pel·lícula de 35 mm de La sèrie original. Els galons es van ampliar per fer-los més fàcils d'animar, però en cas contrari els uniformes de la tripulació no es van modificar de La sèrie original. A causa de la contractació de gairebé tot el repartiment habitual de la sèrie original, van quedar pocs diners al pressupost per a l'animació, de manera que Filmation va reduir els costos mitjançant l'ús de metratge emmagatzemat i dreceres, com ara que un personatge posés la mà per la seva boca mentre parlava (eliminant així la necessitat d'animar els llavis) i dibuixar la silueta de personatges en acció.
Star Trek: La sèrie animada va ser l'única sèrie de Star Trek que no es va produir amb un seqüència introductòria ("teaser"), en lloc de començar directament amb la seqüència de crèdits del títol. No obstant això, algunes versions a l'estranger de la sèrie original d'imatge real, com les emeses per la BBC al Regne Unit als anys 60 i 70, van ser editades per publicar el teaser després dels crèdits.

### Música
La sèrie d'animació va prescindir del tema musical de la sèrie original, composta per Alexander Courage, a favor d'un nou tema acreditat a Yvette Blais i Jeff Michael, però en realitat escrit pel compositor de Filmation Ray Ellis. Ellis va utilitzar el pseudònim Yvette Blais (el nom de soltera de la seva dona) a causa de complicacions amb els drets d'autor i les companyies editorials, mentre que Jeff Michael és el pseudònim del productor Norm Prescott, que va rebre un crèdit pseudònim i un pessic dels drets d'autor de tota la música de Filmation com a part d'un acord estàndard de l'època. Esvint al Facebook de la pàgina oficial de la revista Starlog el març de 2021, Gerrold va revelar que el motiu d'això va ser una baralla de llarga durada entre Courage i Roddenberry sobre pagaments residuals per a les emissions dels episodis de Star Trek: TOS amb el tema original: "Quan Courage va donar a conèixer la música original, Roddenberry hi va afegir la seva pròpia lletra, de manera que privava a Courage de la meitat dels seus residus; Courage no va perdonar mai a Roddenberry i es va negar a donar permís per a la reutilització del tema. Per això es va escriure música nova per a les sèrie d'animació i de nou per a les pel·lícules".

## Llançament en mitjans domèstics
- La sèrie completa es va publicar per primera vegada als Estats Units en onze volums de cintes VHS el 1989. Al Regne Unit, CIC Video va publicar la sèrie completa en set volums (episodis 1x4 i 6x3) el PAL VHS l'any 1992. Encara que CIC-Taft Australia va negociar un llançament a Australàsia, no van continuar amb els seus plans.
- Un conjunt en caixa de la sèrie completa a LaserDisc es va llançar al mercat nord-americà el 1990, i després es va tornar a llançar el 1997.[10]
- Un DVD box set Regió 1  de la sèrie va ser llançat el 21 de novembre de 2006, i des de llavors s'ha llançat internacionalment per a altres regions. Cada episodi del DVD de la sèrie completa de CBS DVD/Paramount Home Entertainment de Star Trek: The Animated Series (també conegut com The Animated Adventures of Gene Roddenberry's Star Trek) es va presentar en el seu format de televisió de xarxa original i data d'emissió original. ordre, sense retallar i sense editar, i també remasteritzat i restaurat en HD 1080p i a tot color amb so envoltant 5.1 remasteritzat i remesclat i àudio mono original restaurat. També va ser l'última sèrie de la franquícia de televisió Star Trek de Paramount que es va llançar en DVD.[11]
- El 6 de setembre de 2016 es va llançar un llançament de Blu-ray en HD com a part de la STAR TREK 50th Anniversary TV and Movie Collection als Estats Units.
- El 15 de novembre de 2016 es va publicar un llançament independent de Blu-ray.

## Recepció

### Resposta crítica
Durant ambdues temporades, Star Trek: La sèrie animada es va enfrontar a la situació inversa de La sèrie animada pel que fa a la seva popularitat: les valoracions eren altes, però desviades als nens petits que els anunciants del dissabte al matí estaven intentant abastar, tot i que era més popular entre adults i nens més grans.
IGN va nomenar Star Trek: La sèrie animada la 96a millor sèrie d'animació. Van declarar que, tot i que la sèrie patia limitacions tècniques, el seu format permetia als guionistes una llibertat i creativitat molt més gran que la que era possible a la sèrie original d'imatge real. En una llista de L.A. Times que incloïa cada pel·lícula i sèrie de televisió de Star Trek per separat, La sèrie animada va ocupar l'11è lloc. El còmic Star Trek vs Transformers es va inspirar en La sèrie animada i té lloc en un univers semblant. CBR va classificar les 31 temporades dels programes de televisió Star Trek, situant la temporada 1 de TAS al 23è lloc i la temporada 2 al 24è. De la mateixa manera que IGN, van comentar que "L'animació està definitivament limitada pels estàndards actuals, però la idea d'un Star Trek animat té tot el sentit, ja que les preocupacions sobre el pressupost i l'abast serien molt diferents. Encara que només dues temporades, ens van donar alguns moments memorables." va classificar La sèrie animada com la setena millor de set sèrie de televisió Star Trek.

### Reconeixements
| Any  | Premi               | Categoria                                | Nominat(s)                  | Resultat  | Ref.  |
| ---- | ------------------- | ---------------------------------------- | --------------------------- | --------- | ----- |
| 1974 | Premis Daytime Emmy | Millor sèrie infantil                    | Lou Scheimer, Norm Prescott | Nominat   |       |
| 1975 | Premis Daytime Emmy | Entreteniment destacat - sèrie infantil  | Lou Scheimer, Norm Prescott | Guanyador | [ 6 ] |
| 2007 | Premis Saturn       | Millor estrena de televisió retro en DVD | Star Trek: La sèrie animada | Nominat   |       |
| 2017 | Premis Saturn       | Millor llançament de DVD de televisió    | Star Trek: La sèrie animada | Nominat   |       |

## Llegat
Tots els episodis d'aquesta sèrie van ser novel·lats per Alan Dean Foster i publicats en deu volums sota la bandera de Star Trek Logs. Inicialment, Foster va adaptar tres episodis per llibre, però les edicions posteriors van veure que els guions de mitja hora es van expandir en històries completes i de novel·la.

### Novetats a la sèrie
A la sèrie original Star Trek, el personatge principal va rebre el nom de James T. Kirk. No va ser fins a la sèrie d'animació que l'escriptor David Gerrold va ampliar la "T", establint el segon nom de Kirk com a Tiberius. Per casualitat, a la primera sèrie de Gene Roddenberry The Lieutenant, el personatge principal era William Tiberius Rice. Segons Gerrold, havia estat influenciat per Jo, Claudi, i havia influenciat Roddenberry amb la seva elecció del segon nom, que va acceptar; Gerrold no es va assabentar de l'ús anterior del nom fins al 2014.
La sèrie animada va presentar un membre alienígena de tres braços i tres potes de la tripulació del pont amb un coll llarg anomenat Arex i un membre de la tripulació alienígena com un gat anomenat M'Ress. Segons Roddenberry, les limitacions pressupostàries haurien fet impossible que qualsevol espècie aliena aparegués en una sèrie d'imatge real de l'època.
L'USS Enterprise d'aquesta sèrie, tot i que suposadament era el mateix vaixell que de la sèrie original, tenia una holocoberta similar a la que es va veure més tard a Star Trek: La nova generació , que es va fixar uns vuitanta anys després. Només va aparèixer una vegada, a "The Practical Joker" de Chuck Menville, i era coneguda com la "Rec Room". Aquesta característica es va proposar originalment per a la sèrie original però mai es va utilitzar.
Una tecnologia de camp de força personal coneguda com a cinturó de suport vital només es va veure a Star Trek: La sèrie animada. A més de proporcionar a l'usuari l'atmosfera adequada i la protecció del medi ambient, va permetre als animadors dibuixar simplement el cinturó i el resplendor groc al voltant dels personatges existents, en lloc d'haver de tornar-los a dibuixar amb un vestit ambiental. Una versió del cinturó de suport vital va aparèixer més tard en una novel·la primerenca de Star Trek: La nova generació, The Peacekeepers, on se'ls coneixia com a "vestits d'efecte de camp".
L'episodi "The Lorelei Signal" proporciona un cas rar a principis de Star Trek en què una dona va prendre el comandament temporal d'una nau estel·lar. Com que els homes de la tripulació estan incapacitats, Nyota Uhura assumeix el comandament de l' Enterprise de Scotty. Altres casos es van produir en la primera i l'última aventures filmades a la sèrie original:
- "La gàbia", en què Número u va prendre el comandament després del segrest del capità Christopher Pike, i
- "Intrús a bord", en què la doctora Janice Lester es va fer càrrec del cos del capità Kirk i va assumir el comandament.

"The Lorelei Signal" i "The Infinite Vulcan", aquest últim escrit per Walter Koenig, són casos rars on el capità Kirk s'acosta a dir  "Beam me up, Scotty" (durant molt de temps es va crere erròniament que era un eslògan de Star Trek), quan ordena "Beam us up, Scotty". Star Trek 4: Missió salvar la Terra s'hi acosta més en fer dir a Kirk "Scotty, beam me up".
Es va crear un anunci de servei públic contra la contaminació per a Keep America Beautiful sense ànim de lucre amb els personatges de ST:TAS i les veus del repartiment original. A l'anunci, l' "Enterprise" es troba amb el "cinturó de contaminació Rhombiana". L'anunci es va publicar durant la programació de la cadena del dissabte al matí durant tirada de la sèrie.

### Problemes del cànon
Al final de la primera temporada de Star Trek: La nova generació, es van renegociar totes les llicències per a spino-off de ficció de Star Trek, i la sèrie d'animació va ser essencialment "decanonitzada" per l'oficina de Gene Roddenberry. Els escriptors de les novel·les, còmics i jocs de rol tenien prohibit utilitzar conceptes de la sèrie d'animació a les seves obres. Entre els fets establerts dins de la sèrie d'animació que es van posar en dubte pel tema del "cànon oficial" va ser la identificació de Robert April com el primer capità de l'USS Enterprise a l'episodi "The Counter-Clock Incident".
La cronologia de Star Trek dels membres del personal de producció Michael Okuda i Denise Okuda no inclou la sèrie d'animació, però sí alguns esdeveniments de "Yesteryear" i reconeix Robert April com a primer capità de l' Enterprise. La línia de temps a Voyages of the Imagination data els esdeveniments de la sèrie entre el 2269 i el 2270, assumint que els esdeveniments de la sèrie representen la part final de la missió de cinc anys de Kirk, i utilitzant dates estel·lars revisades d'Alan Dean Foster. A l'edició actualitzada d'octubre de 1999 del seu llibre: The Star Trek Encyclopedia: A Reference Guide to the Future, Michael i Denise Okuda afirmen que:
| « | En una línia relacionada, aquest treball (és a dir, el llibre) s'adhereix a la política de l'estudi de Paramount que considera que la sèrie animada Star Trek no forma part de l'univers Star Trek "oficial", tot i que ens comptem entre els fans d'aquesta sèrie. Per descomptat, la decisió final sobre l' "autenticitat" dels episodis animats, com amb tots els elements del programa, ha de ser clarament l'elecció de cada lector individual. | » |

David Gerrold, que va contribuir amb dues històries a TAS, va declarar en una entrevista les seves opinions sobre el tema del cànon:
| « | Els arguments sobre "canon" són ximples. Sempre vaig sentir que Star Trek Animated formava part de Star Trek perquè Gene Roddenberry va acceptar el sou i va posar el seu nom als crèdits. I D. C. Fontana —i tots els altres escriptors implicats— es van trencar el cul per convertir-lo en el millor Star Trek que podien. Però tot aquest negoci del "cànon" es va originar realment amb el noi dels encàrrecs de Gene. A Gene li agradava donar títols a la gent en comptes d'augments, així que el noi dels encàrrecs va ser nomenat "arxiver" i pel que sembla se li va pujar al cap. Gene li va lliurar la responsabilitat de respondre totes les preguntes dels fans, ximples o no, i sembla que se li va pujar al cap. | » |

L'escriptora-productora D. C. Fontana va discutir el tema Cànon de la TAS l'any 2007:
| « | Suposo que "cànon" vol dir el que Gene Roddenberry va decidir que ho era. Recordeu que ens ho vam anar inventant a mesura que anàvem avançant a la sèrie original (i també a la d'animació). Teníem una empresa d'investigació per mantenir-nos al marge de la ciència, la ciència projectada basada en la ciència coneguda, les referències de ciència-ficció (no volíem trepitjar les idees exclusives de ningú en pel·lícules, altres programes de televisió o treballs impresos). També van ajudar a prevenir contradiccions i errors de referència habituals. Així que l'anomenat cànon va evolucionar a la seva manera i al seu propi temps. Per qualsevol motiu, Gene Roddenberry aparentment no es va prendre la sèrie animada seriosament (sense joc de paraules), tot i que vam treballar molt dur per fer històries i conceptes originals de STAR TREK en tot moment a la sèrie animada. | » |